# Louis Seutin
Louis Joseph Ghislain Seutin (Nijvel, 19 oktober 1793 – Brussel, 29 januari 1862) was een Belgisch chirurg, hoogleraar en senator.

## Levensloop
Seutin was een zoon van de landbouwer Louis Seutin en van Marie-Josèphe Raspe. Hij trouwde met Thérèse Caroly (1795-1862). Het paar bleef kinderloos.
In 1848 werd hij in de Belgische erfelijke adel opgenomen met de bij eerstgeboorte overdraagbare titel van baron. Bij zijn overlijden doofde de lijn uit.
Na studies aan de École de médecine in Brussel (1810-1812), werd hij chirurg in het keizerlijk leger en was in die hoedanigheid aanwezig bij de napoleontische veldslagen van die periode, onder meer in de Volkerenslag en bij Dresden. In november 1813 werd hij door Russische troepen krijgsgevangen genomen en in juni 1814 kwam hij weer vrij. Pas teruggekeerd, werd hij als militair chirurg aangeworven door het Voorlopig Bewind en was hij een van de hoofdchirurgen tijdens de Slag bij Waterloo. Hij kreeg reputatie vanwege zijn snelle ingrepen. Tijdens de Slag bij Waterloo had hij al 22 amputaties uitgevoerd toen het nog maar 11 uur in de morgen was.
Hij legde zijn thesis over peripneumonie in 1816 voor aan de Universiteit van Leiden en promoveerde tot doctor in de geneeskunde. Hij bekwam in 1820 ook nog een diploma van doctor in de chirurgie en verloskunde aan de Universiteit van Luik.
Hij vestigde zich in Brussel en werd:
- chirurg en hoofdchirurg aan het Militair hospitaal (1814-1822),
- armendokter (1819-1821),
- hoofdchirurg van het Sint-Pietershospitaal (1823-1862).

Daarbij was hij:
- professor aan de École de médecine in Brussel (1824-1834),
- hoofdchirurg van de Stadswacht (1830),
- lid van de Gezondheidscommissie van het Leger (1830),
- hoofdgeneesheer van de Gezondheidsdienst van het Leger (1831-1836),
- hoogleraar aan de ULB (1834-1862).

Seutin was in 1847-48 een van de eersten in België om bij chirurgische ingrepen de patiënt met chloroform te verdoven.
Hij publiceerde zijn bevindingen over uiteenlopende chirurgische problemen en ingrepen. Hij verwierf internationale bekendheid door de aanzienlijke verbeteringen die hij toebracht aan de verzorging en genezing van gebroken lichaamsdelen, door het aanbrengen van stijfselverband. Niet zonder grote disputen en polemieken slaagde hij er in om zijn methode (het stevig wikkelen van het te genezen lichaamsdeel in gesteven doeken) als de beste te doen erkennen. Hij kwam hiermee echter vanaf 1851 in competitie met het gipsverband dat was uitgevonden door Antonius Mathijsen en dat het, vanwege het veel sneller stijf worden, uiteindelijk haalde.
Hij was de arts van koning Leopold I, van 1834 tot aan zijn dood. Hij had voordien al bekende personaliteiten verzorgd. In 1830 moest hij een been amputeren bij de gekwetste vrijwilliger Frédéric de Merode die niettemin tien dagen later stierf aan gangreen. Tijdens een duel tussen Charles Rogier en Alexandre Gendebien kreeg eerstgenoemde een kogel in de rechterwang. Seutin verzorgde en genas hem.
In 1853 werd hij liberaal senator voor het arrondissement Brussel, een mandaat dat hij eveneens tot aan zijn dood vervulde.
Seutin werd in 1836 erelid van de vrijmetselaarsloge Les Amis Philanthropes en bestuurder van de ULB.
Op medisch gebied was hij:
- medestichter van de Société des sciences naturelles et médicales de Bruxelles,
- lid van de Medische commissie van Brussel,
- lid en voorzitter van de Medische commissie voor Brabant,
- stichtend lid van de Koninklijke Academie voor Geneeskunde.

## Eerbetoon

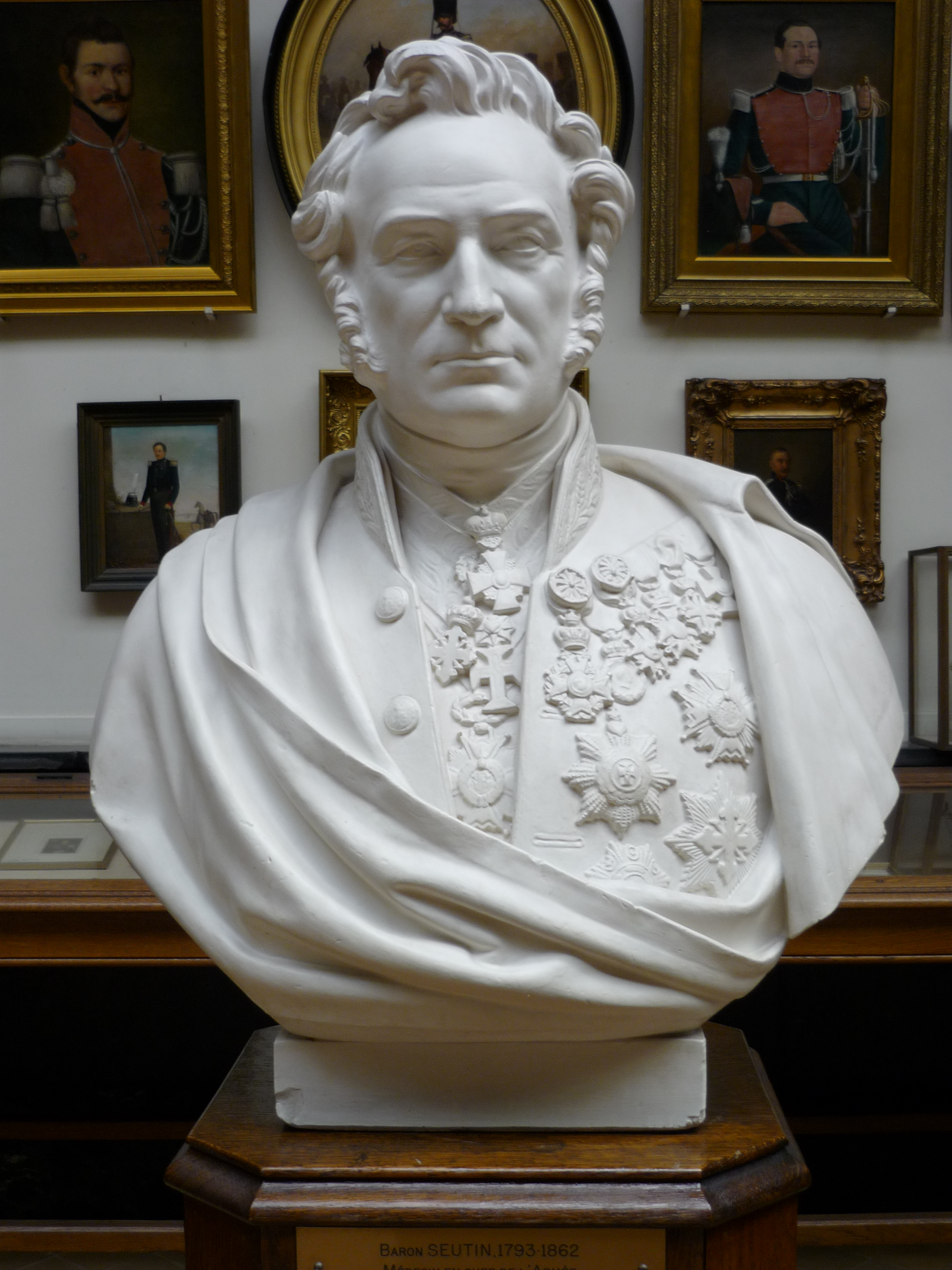
Borstbeeld in het Koninklijk Legermuseum

Seutin wordt herdacht in verschillende straatnamen:
- Seutinstraat in Schaarbeek,
- Rue Louis Seutin en Square Baron Seutin in Nijvel,
- Avenue docteur Louis Seutin in Waterloo.

Een standbeeld van hem staat bij de ingang van het Sint-Pietersziekenhuis in de Brusselse Wolstraat. Een borstbeeld van hem staat voor het station van Nijvel en in het Brusselse Koninklijk Legermuseum.
Een gebouw van het Brusselse Brugmannziekenhuis draagt zijn naam.
Seutin en zijn echtgenote liggen begraven onder een grafmonument op het kerkhof van Laken.

## Publicaties
- Sur l'Ophtalmie de l'armée des Pays-Bas, in: Bibliothèque médicale nationale et étrangère, 1821
- Sur l'extirpation d'une tumeur cancéreuse à la partie inférieure et interne du bras gauche, in: idem, 1826
- Sur les principes physiologiques appliqués aux commotions et aux congestions cérébrales, in: idem, 1826
- Sur l'extirpation d'un sarcome tuberculeux de la glande parotide, in: idem, 1829
- Du traitement des fractures par l'appareil inamovible, in: Bulletin médical belge, 1835
- Mémoire sur le bandage amidonné, in: Bulletin médical belge, 1836
- Mémoire sur le traitement des fractures en général par le bandage amidonné, in: Bulletin médical belge, 1837
- Du bandage amidonné ou recueil de toutes les pièces composées sur ce bandage depuis son invention jusqu'à ce jour, précédé d'une esquisse historique et suivi de la description générale et du mode d'application de l'appareil dans les fractures et les pansements, 1840
- Traité de la méthode amovo-inamovible, in: Mémoires de l'Académie de médecine, 1847